# Sextus Martinianus

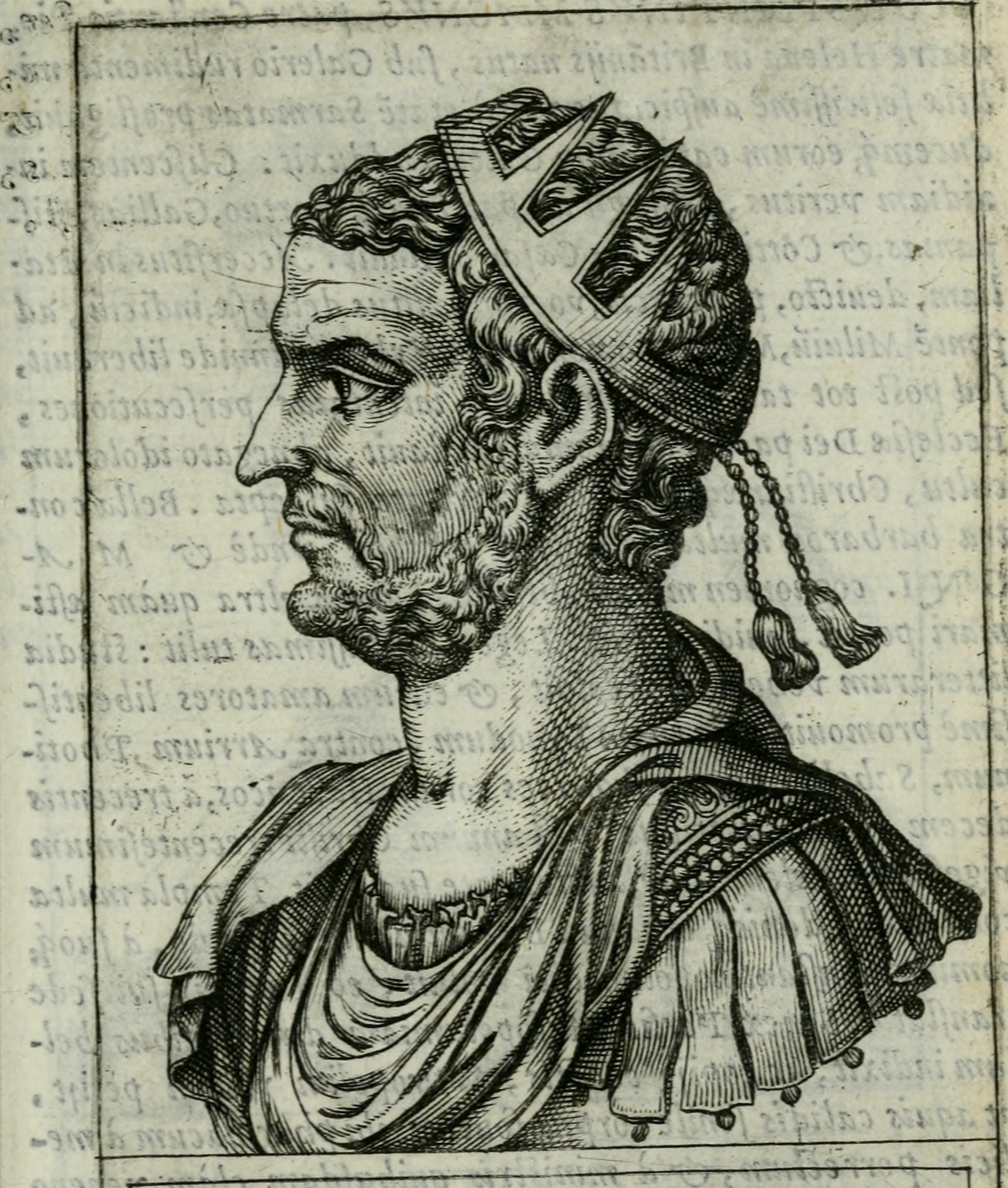
Sextus Martinianus

Sextus Martinianus, död 325, var romersk kejsare 324. 
Martinianus, en man med dunkel bakgrund, var romersk officer  och senare vicekejsare  till Licinius från juli till 18 september 324. Han innehade till en början ställningen magister officiorum vid sin framtida medkejsares hov och upphöjdes senare till augustus efter slaget vid Adrianopel 324. Han begav sig sedan med en militärstyrka till Lampsakos för att förhindra Konstantin I (regerade 306–337) att tränga igenom staden och nå Mindre Asien. Efter slaget vid Hellesponten kallade Licinius på honom för att hjälpa till att förstärka sin armé. På grund av Konstantins avgörande seger vid slaget vid Krysopolis tillfångatogs båda och Martininianus blev avrättad i Cappadocia i slutet av 324.